# Orthez
Orthez is een gemeente in het Franse departement Pyrénées-Atlantiques (regio Nouvelle-Aquitaine). De gemeente telde 10.836 inwoners op 1 januari 2022. De plaats maakt deel uit van het arrondissement Pau en ligt aan de rivier de Gave.
Hoewel Orthez een vrij grote plaats is, leeft het hoofdzakelijk van de veeteelt en de wijnbouw.

## Geschiedenis
Orthez is ontstaan in de middeleeuwen en kwam op het voorplan in 1242 toen burggraaf Gaston VII van de plaats de hoofdstad van Béarn maakte. Hij liet een kasteel bouwen waarvan de Tour Moncade een overblijfsel is. De versterkte Pont Vieux werd ook in die periode gebouwd. Orthez bestond uit drie verschillende stadsdelen met elk een eigen stadsmuur, Bourg-Vieux, Moncade en Bourg-Neuf. Daar kwamen later de buitenwijken Faubourg Saint-Gilles en Faubourg Saint-Pierre bij. Orthez kreeg stadsrechten en werd bestuurd door jurats. De stad kende haar hoogtepunt in de 14e eeuw onder de machtige Gaston III, bijgenaamd Gaston Fébus. Hij vernieuwde de stadsmuur. Orthez verloor in 1466 zijn status als hoofdstad maar bleef een van de belangrijkste steden van Béarn. De stad werd in 1569 ingenomen door de protestanten en geplunderd. Hierbij werd het kasteel van Orthez zwaar beschadigd. Jeanne d'Albret en haar zoon Hendrik van Navarra (de latere koning Hendrik IV) woonden er en een tijdlang en zij stichtte er een protestantse academie die uitgroeide tot een universiteit. In 1620 kwam Béarn definitief bij Frankrijk. In de 17e eeuw bloeide de handel in gezouten etenswaren, textiel en wol. Tot het einde van de 18e eeuw bleef Orthez een ommuurde stad.

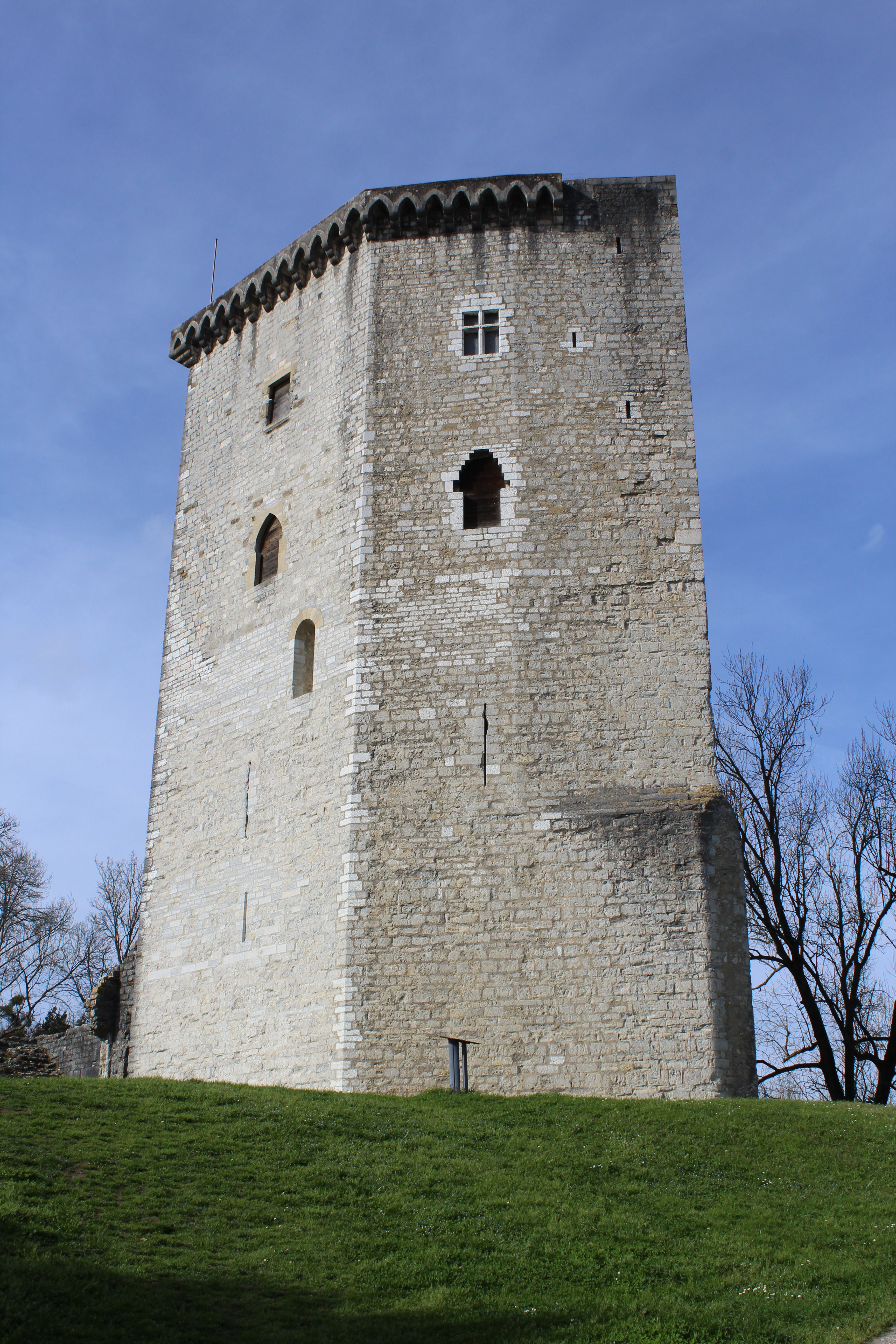
Tour Moncade in Orthez

## Geografie
De oppervlakte van Orthez bedroeg op 1 januari 2022 45,86 vierkante kilometer; de bevolkingsdichtheid was toen 236,3 inwoners per km².
De onderstaande kaart toont de ligging van Orthez met de belangrijkste infrastructuur en aangrenzende gemeenten.

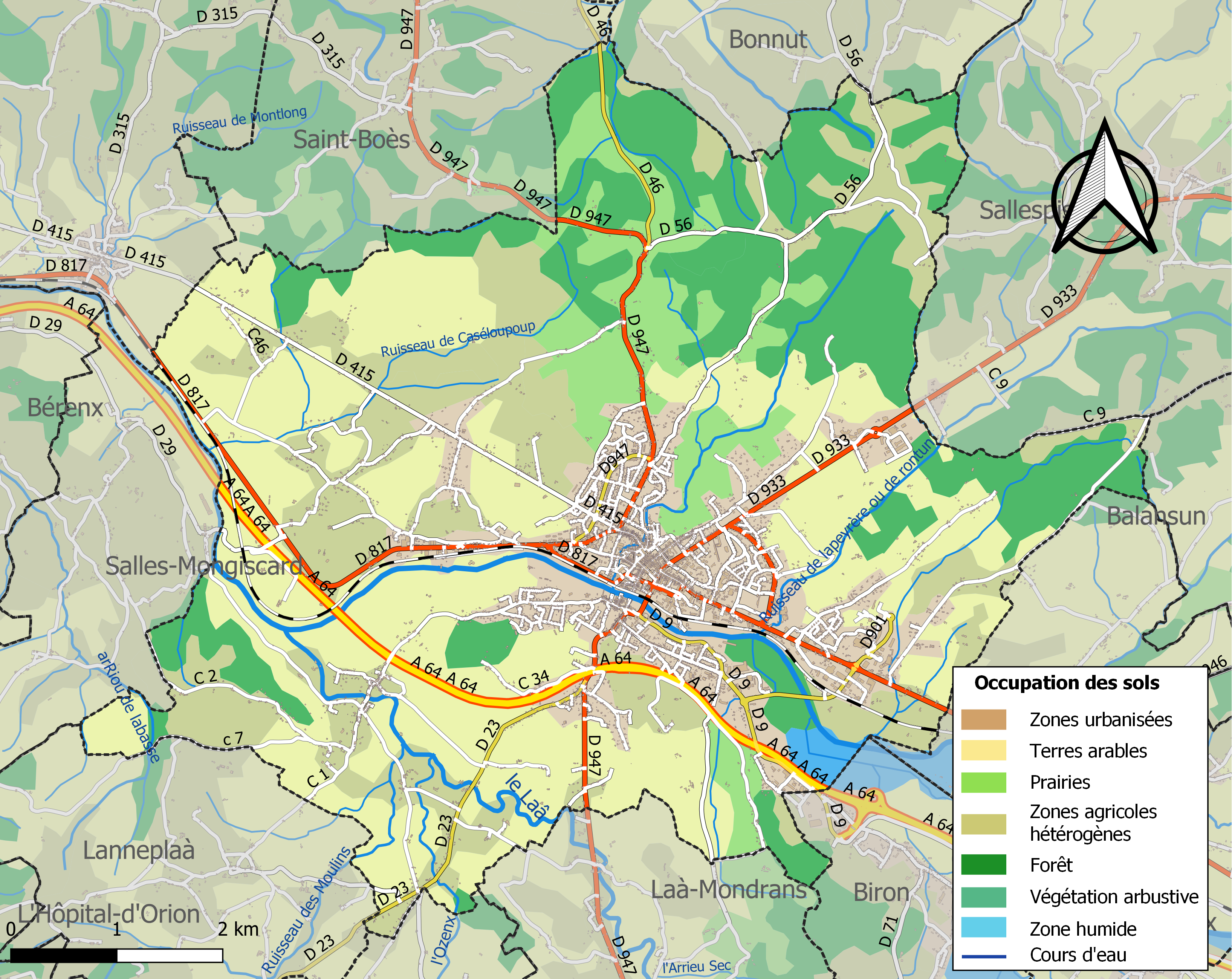

## Verkeer en vervoer
In de gemeente ligt spoorwegstation Orthez. De autosnelweg A64 loopt door de gemeente.

## Demografie
Sinds 1957 is de bevolking van Orthez meer dan daarvoor gegroeid.
De figuur toont het verloop van het inwonertal (bron: INSEE-tellingen).

## Geboren in Orthez
- Gaston III van Foix-Béarn (?-1391), graaf
- Gaston Planté (1834-1889), natuurkundige
- Alain Ducasse (1956), chef-kok
- Philippe Bordenave (1969), wielrenner
- Stéphanie Arricau (1973), golfprofessional